# Red Leafs de l'Université Simon Fraser
Les Red Leafs de l'Université Simon Fraser (anciennement : le Clan) est un club omnisport universitaire de l'Université Simon Fraser à Vancouver, Canada. Les Red Leafs fait partie de la Great Northwest Athletic Conference. Il est le seul membre non américain de la National Collegiate Athletic Association (NCAA). Les Red Leafs est constitué de 17 équipes.

## Histoire
Les Red Leafs est fondé en 1965, sous le nom du Clan. À cette époque, l'Union sportive inter-universitaire canadienne (USIC; CIAU en anglais), le comité-directeur du sport inter-universitaire au Canada, ne permit pas à ses membres de bénéficier d'aides financières (appelées «bourses sportives») aux athlètes. En conséquence, Lorne Davies, le premier directeur des sports universitaires de l'Université Simon Fraser, a décidé de faire une demande d'adhésion à la National Association of Intercollegiate Athletics (NAIA), parce que cette organisation permit à ses membres d'offrir des bourses sportives aux athlètes. Davies a favorisé également la participation des athlètes féminines et il a employé des entraîneurs et entraîneuses à plein temps.
Quand l'équipe est fondée, Gordon Shrum, le premier chancelier de l'Université Simon Fraser a assuré que l'équipe de son institution allait jouer au Rose Bowl, le symbole de l'excellence en football américain universitaire. En 1976, l'équipe de football masculin a réalisé le souhait de Gordon Shrum d'atteindre le plus haut niveau de compétition par remporter le championnat national de la NAIA.
Au début des années 1990, les universités rivales de l'Université Simon Fraser, dont l'Université Western Washington et l'Université d'État de Humboldt, ont quitté la NAIA pour rejoindre la National Collegiate Athletic Association (NCAA). L'Université Simon Fraser a fait alors une demande d'adhésion auprès de la NCAA, mais cette demande est refusée, car les règles de la NCAA à cette époque ont interdit aux universités hors des États-Unis de s'y joindre. D'autre part, l'USIC a commencé à autoriser ses membres à fournir des bourses d'excellence sportive et l'Université Simon Fraser fut devenu alors un membre partiel de la USIC. Ainsi, les équipes de basket-ball ont rejoint l'USIC en 2001. Les équipes de lutte féminine, de lutte masculine, de football américain (qui était devenu l'équipe de football canadien) et de volley-ball féminin ont emboîté également le pas en 2002. Toutes les autres équipes ont demeuré, quant à elles, dans la NAIA.
En janvier 2008, la NCAA a mis en place un projet pilote afin de permettre aux universités canadiennes de s'y joindre à sa Division II. L'Université Simon Fraser a fait alors une nouvelle demande d'adhésion,. Le 10 juillet 2009, la NCAA a approuvé la demande d'adhésion de l'Université Simon Fraser. L'Université Simon Fraser allait s'intégrer dans la Great Northwest Athletic Conference (GNAC) à partir du début de la saison 2011. Cependant, l'Association sportive universitaire de l'Ouest canadien (ASUOC), l'ancienne conférence de l'Université Simon Fraser dans la SIC, a suspendu l'adhésion de tous les équipes de l'Université Simon Fraser. En conséquence, la GNAC a permis à l'Université Simon Fraser de s'intégrer dans la conférence en 2010.
Le 1er septembre 2010, deux ans après être devenue un membre provisoire, l'Université Simon Fraser est devenu le premier membre officiel étranger de la NCAA.

### Changement de nom
L'équipe a cessé d'utiliser le nom de Clan en 2020 en raison de sa similitude avec le Klu Klux Klan. Elle a adopté son nouveau nom en 2022.

### Coupe des Directeurs
L'Université Simon Fraser est la seule université canadienne qui a remporté la Coupe des Directeurs de l'Association nationale des Directeurs sportifs collégiaux (NACDA en anglais), un trophée accordé aux meilleurs programmes sportifs universitaires aux États-Unis. L'Université Simon Fraser a remporté la Coupe en 1997, en 1998, en 1999, en 2000, en 2001 et en 2004.

## Équipes universitaires
- Basket-ball (M/F)
- Cross-country (M/F)
- Football américain (M)
- Golf (M/F)
- Soccer (M/F)
- Balle-molle (F)
- Natation (M/F)
- Athlétisme (M/F)
- Volley-ball (F)
- Lutte (M/F)

### Équipe de soccer masculin

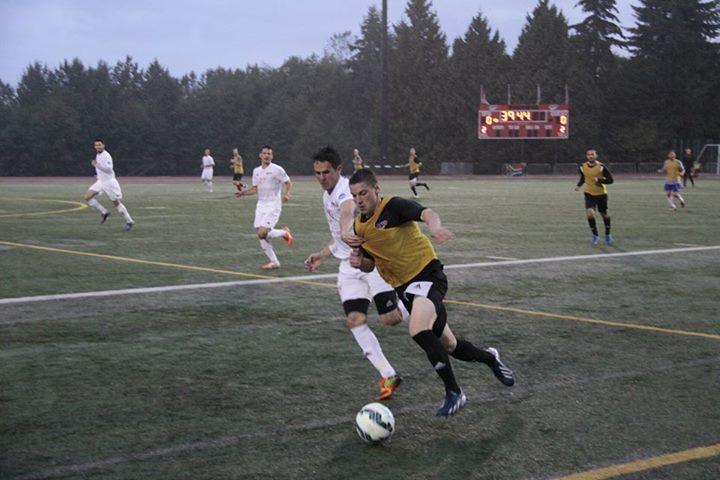
Un match de soccer entre l'équipe actuelle et l'équipe des anciens joueurs au Terrain Terry Fox.

En 2011, l'Université Simon Fraser est devenue la première université canadienne (et la première étrangère aux États-Unis) à se classer dans le classement de la National Soccer Coaches Association of America (NSCAA) de la Division II de la NCAA.
À la fin de la saison régulière de 2012, l'université Simon Fraser était classée première dans la région Ouest de la Division II de la NCAA. En conséquence, elle aurait dû gagner le droit d'être l'hôte des séries éliminatoires de la région, cependant, des adversaires aux États-Unis se sont plaints, affirmant que ses joueurs n'avaient pas de passeport pour voyager au Canada et la NCAA a retiré à l'Université Simon Fraser son droit d'être l'hôte des séries éliminatoires. Finalement, c'est l'Université du Grand Canyon qui accueille les séries, alors qu'elle est pourtant classée seconde dans l'Ouest. L'Université Simon Fraser élimine cette équipe à l'occasion du troisième tour des séries éliminatoires.
À la fin de la saison régulière de 2016, l'Université Simon Fraser était classée première dans la région Ouest de la Division II une fais encore. Cependant, au lieu de laisser le Clan être l'hôte des séries éliminatoires de la région, la NCAA a décidé que tous les matches des séries éliminatoires doivent être joués à l'intérieur des États-Unis. Cette décision a dépouiller effectivement le Clan du droit d'exploiter son avantage du terrain domicile pendant les séries éliminatoires, bien que la Clan n'a violé aucun règlements de la NCAA.

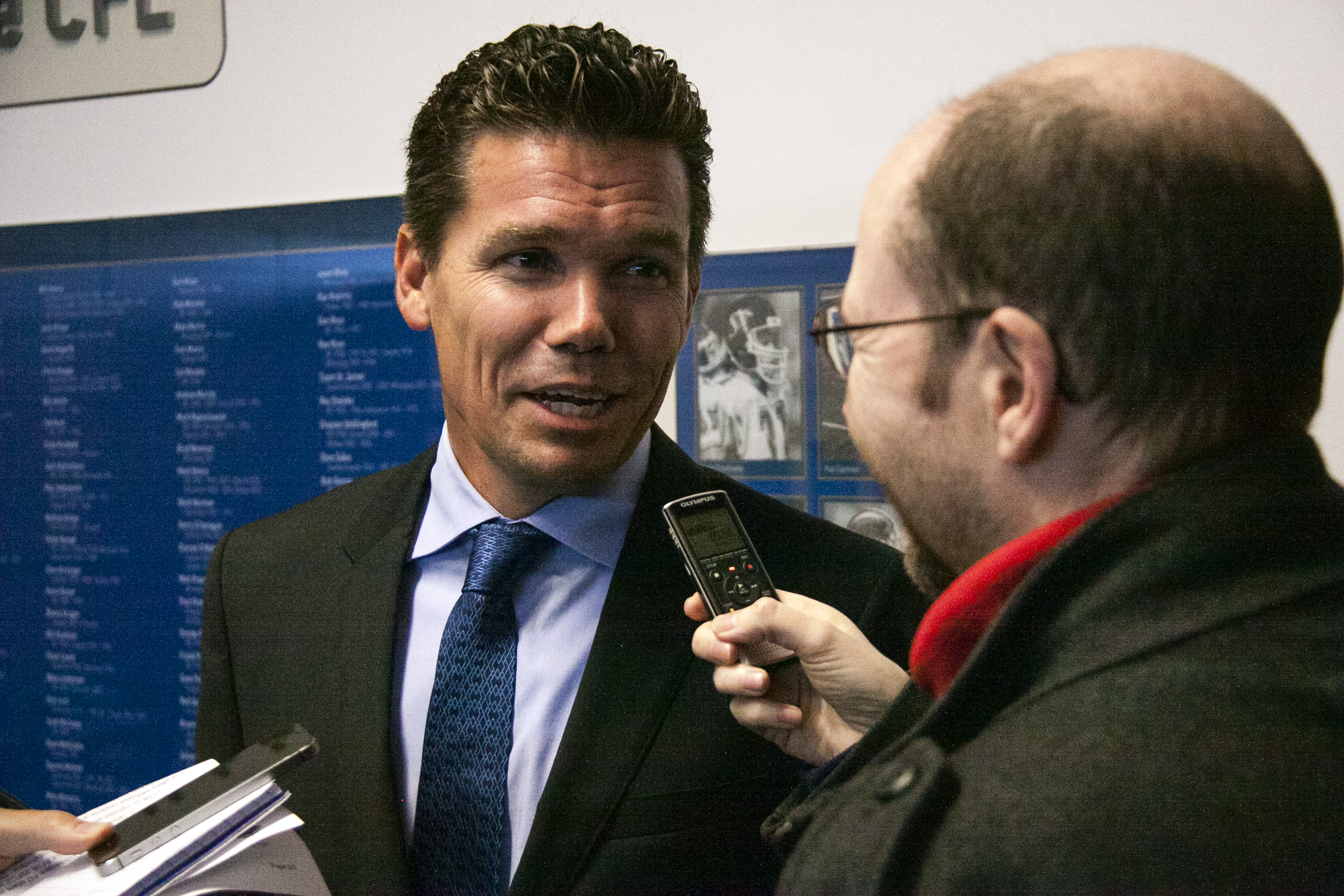
Alan Koch fut l'entraîneur-chef de Simon Fraser de 2008 à 2014. Durant son passage, l'Université Simon Fraser a gagné quatre championnats consécutifs de la GNAC.

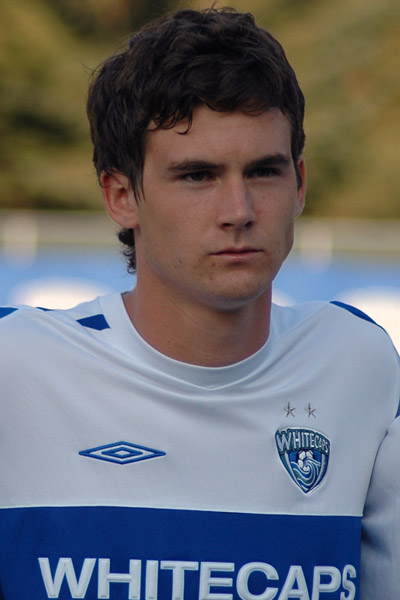
De nombreux anciens joueurs de Simon Fraser, dont Luca Bellisomo, sont devenus des joueurs professionnels évoluant pour les Whitecaps de Vancouver.

### Équipe de football nord-américain masculin
L'Équipe de football nord-américain masculin a joué au football américain et au football canadien. Elle est une équipe de football canadien en 2002 quand Simon Fraser est devenu un membre de la SIC, mais elle est à nouveau une équipe de football américain quand Simon Fraser est devenu un membre de la NCAA.
En juillet 2022, la Great Northwest Athletic Conference, qui ne comptait que trois membres qui jouaient au football américain, a fermé sa ligue de football américain. Simon Fraser et les deux autres équipes de football américain de la GNAC ont transféré ce sport à la Lone Star Conference. 

#### Simon Fraser et la LCF

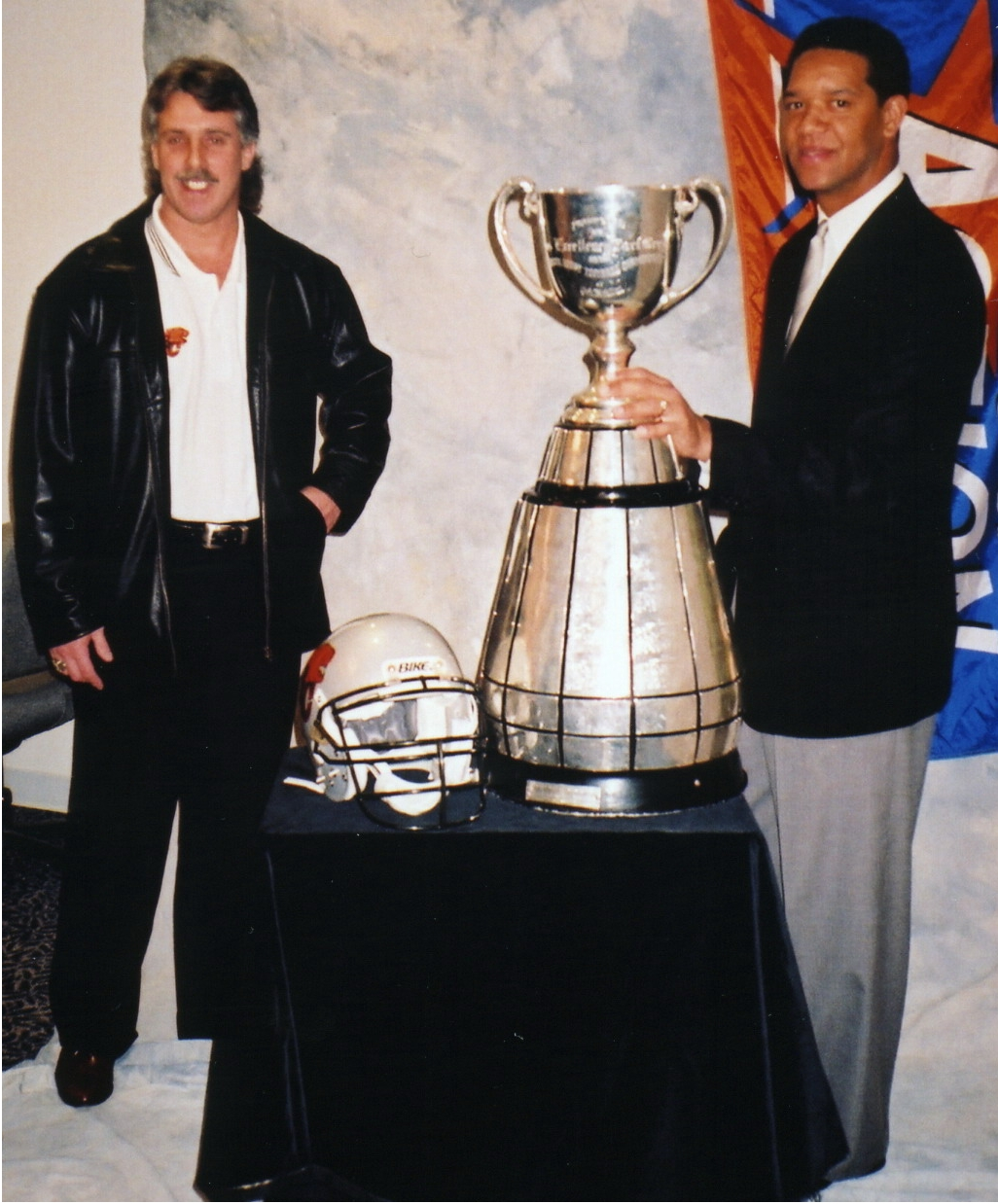
Lui Passaglia (à gauche) était un joueur de Simon Fraser de 1972 à 1975. Il est devenu le botteur qui a marqué le plus de points dans l'histoire de la LCF.

Parmi les universités canadiennes, l'Université Simon Fraser est l'établissement qui a produit le plus de recrues pour la Ligue canadienne de football:
- Cinq anciens joueurs de l'Université Simon Fraser ont été les premiers choix du repêchage de la LCF, dont :
  - 1970: Wayne Holm ;
  - 1971: Brian Donnelly ;
  - 1988: Orville Lee (en) ;
  - 1990: Nick Mazzoli (en) ;
  - 1991: Sean Millington (en) ;
- 33 anciens joueurs ont été sélectionnés dans les premiers tours du repêchage de la LCF ;
- 201 anciens joueurs ont été sélectionnés dans les repêchages de la LCF.

### Équipe de Basket-ball masculin

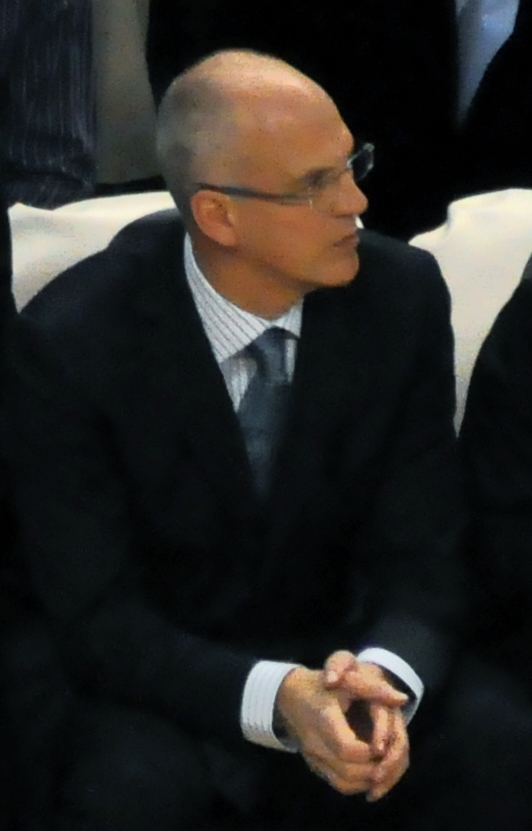
Jay Triano, qui a marqué 2616 points pendant son passage, est le meilleur marqueur de l'histoire de Simon Fraser.

### Équipe de Basket-ball féminin
L'équipe de basket-ball féminin a gagné cinq championnats nationaux pendant son passage dans le SIC:

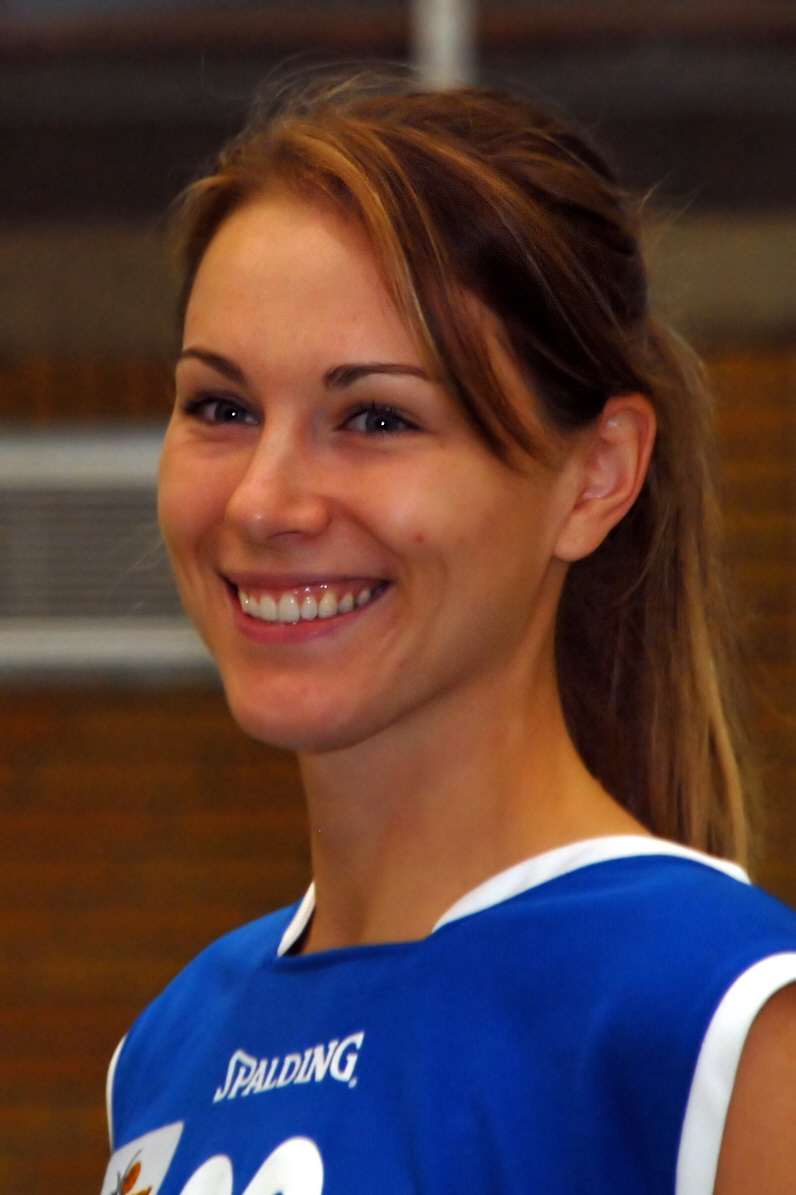
Morgan McLaughlin a gagné 2 championnats canadiens pour Simon Fraser.

- 2001-2002
- 2004-2005
- 2006-2007
- 2008-2009
- 2009-2010

### Équipe de Volley-ball féminin
En mai 2016, Alison McKay, une libero, est devenue la première joueuse du Clan sélectionnée par l'Équipe du Canada de volley-ball féminin «Senior A»,. 
En février de 2017, Gina Schmidt, l'entraîneuse-chef de l'équipe de volley-ball féminin du Clan, est nommée l'entraîneuse-chef de l'équipe du Canada de volley-ball féminine «Senior B». En 2013, Schmidt était aussi nommée une gérante de l'équipe du Canada de volley-ball féminin pour les Universiade d'été de 2013.

## Chandails retirés
|                             |                                   |                               |                 |                 |
| Terry Fox (6 décembre 2015) | Bernd Dittrich (30 novembre 2009) | Jay Triano (14 février 1981), | Andrea Schnider | Michelle Hendry |

## Équipements sportifs

### Stade Swangard
Le Stade Swangard est actuellement le domicile de l'équipe de football américain masculin. Situé près de la frontière entre Vancouver et Burnaby, ce stade a une capacité de 6 000 personnes.

### Terrain Terry Fox
Le Terrain Terry Fox est le domicile des équipes de football et des équipes d'athlétisme. Il est parmi les stades universitaires canadiens qui n'ont pas de places assises permanentes.[réf. nécessaire]

### Gymnase ouest
Le Gymnase ouest est le domicile des équipes de basket-ball, de l'équipe de volley-ball féminin et des équipes de lutte.

### Terrain Beedie
Le Terrain Beedie est le domicile de l'équipe de balle-molle. Il tient son nom de Groupe Beedie, le sponsor principal de la construction du terrain.

## Rivalités

### Rivalité entre l'USF et l'UCB
| \| Thunderbirds Clan \| Localisations de l'USF et de l'UCB. |
| Thunderbirds Clan                                           |

Il existe une rivalité de longue date dans l'omnisports  entre le Clan de Simon Fraser et les Thunderbirds de l'Université de la Colombie-Britannique.

#### Coupe Shrum
La Coupe Shrum (anglais : Shrum Bowl) est un match annuel de football nord-américain entre l'Université Simon Fraser et l'Université de la Colombie-Britannique. Elle tient son nom de Gordon M. Shrum, un doyen de l'UCB qui est devenu le premier chancelier de l'université Simon Fraser.
Le dernier match s'est joué le 8 octobre 2010. L'Université Simon Fraser a remporté ce match avec le score de 20-27.

#### Coupe Barbara Rae
Le Coupe Barbara Rae est un match annuel de basket-ball féminin entre l'Université Simon Fraser et l'Université de la Colombie-Britannique. Elle tient son nom de Barbara J. Rae, devenue la première chancelière féminine de l'Université Simon Fraser.
Le dernier match s'est joué le 5 décembre 2010. L'UCB remporte ce match en prolongation face à l'Université Simon Fraser.

#### Coupe Buchanan
Le Coupe Buchanan est un match annuel de basket-ball masculin entre l'Université Simon Fraser et l'Université de la Colombie-Britannique.
Le dernier match s'est joué le 27 octobre 2015. Avec l'aide d'un ancien joueur de Simon Fraser, l'UCB remporte ce match avec le score de 101-71.

#### Coupe Achille
La Coupe Achille (en anglais : Achilles Cup) est une rencontre annuelle d'athlétisme entre l'Université Simon Fraser et l'Université de la Colombie-Britannique. Elle tient son nom du héros mythologique Achille. La dernière rencontre a lieu le 25 mars 2016, et l'Université Simon Fraser remporte cette rencontre avec le score de 131-97.

### Rivalité entre USF et UWW
| \| Vikings Clan \| Localisations de l'USF et de l'UWW. |
| Vikings Clan                                           |

La rivalité entre l'Université Simon Fraser et l'Université Western Washington vient de l'époque où ces deux universités étaient membres de la NAIA. Elle est ravivée quand l'Université Simon Fraser devient un membre de la NCAA et un membre de la GNAC, dont UWW est aussi membre. Cette rivalité est surnommée « la Bataille de la Frontière » (en anglais : Border Battle,), car les campus de ces deux universités sont situés près de la Frontière entre le Canada et les États-Unis.